# 李聘周
李聘周（1917年12月—1997年），男，汉族，山东乐陵人，中国金融家，曾任中国银行副董事长，中国人民保险公司副董事长、总经理，中国保险学会副会长。